# Aloe perfoliata
Aloe perfoliata é uma espécie de liliopsida do gênero Aloe, pertencente à família Asphodelaceae.